# St. Veit im Innkreis
St. Veit im Innkreis é um município da Áustria localizado no distrito de Braunau, no estado de Alta Áustria.